# 阳泉东站
阳泉东站位于中华人民共和国山西省阳泉市郊区李家庄乡桃坡村，是阳大铁路的一座车站，站房面积为15000平方米，2020年9月24日举行通车仪式，9月25日正式对外开办客运业务。

## 历史
2009年石太客运专线开通后，阳泉市的联外旅客列车大多改经位于盂县的阳泉北站，但该站与阳泉市区之间的车程在1小时以上，且公路行车容易受雨雪等天气影响，给阳泉市区居民及盂县以外县区的居民的出行造成了不便，当时更有民众建议在盂县和阳泉市区之间修建轻轨。2015年5月28日，由阳泉北站经阳泉市郊区至晋中市昔阳县大寨村的阳大铁路正式开工。阳大铁路在规划时，原计划在杨家庄乡设置杨家庄站，后来线路西移，改为经过李家庄乡，并在桃坡村设置本站。
阳泉东站的主站房、生活房、信号楼等已于2019年完工，2020年9月24日举行阳大铁路阳泉北至阳泉东段开通仪式，9月25日正式对公众开放客运业务，初期仅运行往返阳泉北与阳泉东两站间的S字头市域动车组列车。
2025年1月27日，阳涉铁路客运开通。本站也停靠一对往返太原站与左权站的普速列车。

## 建筑

### 设计
站房采用斗拱飞檐的特征，外墙为仿青砖石墙。站房内饰以淡金色为主，地面和墙面铺设花岗岩。

### 设施
车站设有进出站大厅、售票厅、候车厅，车站广场设有电动汽车充电桩。在规划阶段，车站与汽车站同步设计，方便旅客在列车和汽车之间换乘。